# A Coperchia è caduta una stella
A Coperchia è caduta una stella è una commedia in due atti in genere di farsa di Peppino De Filippo del 1933.
È ambientata a Coperchia, la frazione più popolosa del comune di Pellezzano, in provincia di Salerno.

## Trama
Pasquale e Luigi - due fratelli prossimi al matrimonio - non perdono l'animo di farsi reciprocamente dei dispetti. Un giorno arriva inaspettatamente Hélène, una bella francese la cui auto si ferma proprio davanti a casa loro. I due fratelli s'invaghiscono entrambi di lei e la ospitano.  
Nei giorni successivi, Pasquale confessa di voler sposare Hélène e, quando la di lui fidanzata lo viene a sapere, gli fa una scenata in pubblico che lo discredita completamente. Stessa sorte capita anche a Luigi, che dovrà sopportare i piagnistei della fidanzata Rosina. 
Tutto sembra andare per il verso giusto a Pasquale, ormai libero e devoto soltanto alla bella francese, ma a questo punto arrivano gli amici di Hélène, ai quali la francese aveva precedentemente telegrafato, ed essa riparte con loro. 
Pasquale rimane solo, mentre Luigi con tutta probabilità farà pace con la fidanzata che, nell'ultima scena, compare sulla porta e vede il giovane rimettersi in tasca il portafoglio che le aveva regalato.  

## Adattamenti
Dalla commedia nel 1939 è stato tratto il film In campagna è caduta una stella diretto da Eduardo De Filippo.